# Ľubomír Kollár
Ľubomír Kollár (* 6. března 1966) je bývalý slovenský fotbalista, záložník.

## Fotbalová kariéra
V československé lize hrál za Plastiku Nitra. V československé lize nastoupil v 45 utkáních a dal 5 gólů. Dále nastoupil ve slovenské lize ve 37 utkáních a dal 6 gólů. Hrál také na vojně za VTJ Tábor. V československé lize debutoval ve věku 16 let, 6 měsíců a 6 dnů.

## Ligová bilance
| Ročník                                   | Zápasy | Góly | Klub           |
| ---------------------------------------- | ------ | ---- | -------------- |
| 1. československá fotbalová liga 1982/83 | 12     | 3    | Plastika Nitra |
| 1. československá fotbalová liga 1983/84 | 23     | 1    | Plastika Nitra |
| 1. československá fotbalová liga 1987/88 | 5      | 1    | Plastika Nitra |
| 1. československá fotbalová liga 1988/89 | 5      | 0    | Plastika Nitra |
| CELKEM                                   | 45     | 5    |                |